# Santada
Santada (nep. सन्तडा) – gaun wikas samiti w zachodniej części Nepalu w strefie Seti w dystrykcie Achham. Według nepalskiego spisu powszechnego z 2011 roku liczył on 509 gospodarstw domowych i 2800 mieszkańców (1465 kobiet i 1335 mężczyzn).